# Jorge Solari
Jorge Solari, född 11 november 1941, är en argentinsk tidigare fotbollsspelare.
Jorge Solari spelade 10 landskamper för det argentinska landslaget. Han deltog bland annat i fotbolls-VM 1966.